# Edward A. Thompson
Edward Arthur Thompson (* 22. Mai 1914 in Waterford, Irland; † 1. Januar 1994 in Nottingham) war ein aus Irland stammender Althistoriker.

## Leben
Thompsons Vorfahren waren irisch-schottischer Abstammung. Er studierte am Trinity College Dublin, wo er auch von 1939 bis 1941 lehrte. 1941 wechselte er nach Swansea, 1945 nach London und 1948 an die Universität Nottingham, wo er bis zu seiner Emeritierung 1979 Alte Geschichte lehrte.
Thompsons Forschungsschwerpunkt war die Spätantike und hier vor allem die Geschichte der Völkerwanderung. Seine Arbeiten auf diesem Gebiet galten lange Zeit als grundlegend und sind teilweise heute noch von einiger Bedeutung. Thompson, der sich lange vor anderen anglo-amerikanischen Historikern mit der Spätantike befasste, verfasste unter anderem Arbeiten zu Ammianus Marcellinus, Attila, den Goten in Gallien und Hispanien sowie zum Ende des Weströmischen Reichs. Thompson, der sich immer als politischer Mensch verstand, war seit den 1940er Jahren Marxist, trat aber 1956 aus Protest gegen den Einmarsch sowjetischer und verbündeter Truppen in Ungarn aus der Communist Party of Great Britain aus. Die Theorie des historischen Materialismus beeinflusste seine Arbeiten etwa in dem Sinne, dass Thompson soziale und wirtschaftliche Aspekte stärker als andere Forscher berücksichtigte und gesellschaftlichen Veränderungen, etwa im Rahmen der Völkerwanderung, große Beachtung schenkte.
Er war, als erster Professor der Universität Nottingham, seit 1964 Fellow der British Academy. Im selben Jahr heiratete er seine zweite Frau Hazel Casken, mit der er eine Tochter hatte; von seiner ersten Frau, Thelma Phelps, mit der er zwei Kinder hatte, war er 1958 geschieden worden. Thompson war auch Mitglied und Vorsitzender des Redaktionsausschusses der Nottingham Medieval Studies, für die er mehrere Artikel verfasste. Er arbeitete auch an der wichtigen Prosopography of the Later Roman Empire mit, für die er vor allem Artikel über germanische Persönlichkeiten schrieb.

## Schriften (Auswahl)
- The historical work of Ammianus Marcellinus. Cambridge University Press, Cambridge 1947.
- A History of Attila and the Huns. Clarendon Press, Oxford 1948 (mehrere Nachdrucke; in italienischer Sprache: Storia di Attila e degli Unni (= Le piccole storie illustrate. Bd. 121, ZDB-ID 2489827-2). Sansoni, Florenz 1963; Revised als: The Huns. Blackwell, Oxford u. a. 1996, ISBN 0-631-15899-5).
- A Roman Reformer and Inventor: Being a New Text of the Treatise De Rebus Bellicis. Clarendon Press, Oxford 1952.
- The Early Germans. Clarendon Press, Oxford 1965.
- The Visigoths in the Time of Ulfila. Clarendon Press, Oxford 1966.
- The Goths in Spain. Clarendon Press, Oxford 1969 (Special edition for Sandpiper Books. Clarendon Press Oxford 2000, ISBN 0-19-814271-4).
- Romans and Barbarians. The Decline of the Western Empire. University of Wisconsin Press, Madison WI 1982, ISBN 0-299-08700-X (Nachdruck ebenda 2002, ISBN 0-299-08704-2).
- Saint Germanus of Auxerre and the End of Roman Britain (= Studies in Celtic History. Band 6). Boydell Press, Woodbridge 1984, ISBN 0-85115-405-0.
- Who was Saint Patrick? Boydell Press, Woodbridge 1985, ISBN 0-85115-428-X.